# Gregory (Oklahoma)
Pour les articles homonymes, voir Gregory.
Gregory est une census-designated place du comté de Rogers, dans l'État d'Oklahoma, aux États-Unis,. En 2000, elle compte une population de 745 habitants.